# ノドジロルリインコ
ノドジロルリインコ（喉白瑠璃鸚哥、Vini peruviana）は、オウム目インコ科に分類される鳥類。

## 分布
フランス（ソシエテ諸島、トゥアモトゥ諸島）固有種。ニュージーランド（アイトゥタキ島）に移入。

## 形態
全長14cm。全身は紫がかった暗青色の羽毛で覆われる。頬から胸部にかけては白い羽毛で覆われる。
虹彩は黄褐色。嘴や後肢の色彩はオレンジ色。

## 生態
原生林や二次林に生息し、特にその境界線を好む。
食性は植物食で、花やその蜜、果実、芽などを食べる。
繁殖形態は卵生。5-7月（10-翌1月に繁殖した例もあり）に樹洞に巣を作った例があり、1回に2個の卵を産む。飼育下での抱卵期間は約25日。雛は孵化してから約60日で巣立つ。

## 人間と関係
狩猟、人為的に移入された動物（クマネズミ、ミナミチュウヒ、ノネコなど）による捕食、蚊によるマラリアの伝播などにより生息数は激減している。かつてはソシエテ諸島とトゥアモトゥ諸島のうち23島に分布していたが、そのうち15島では絶滅した。クマネズミのいないアイトゥタキ島に移入された個体群は1991年における生息数が約1000羽、1992年および1994年における生息数は約1,200羽と推定されている。